# Zoning (Geologie)

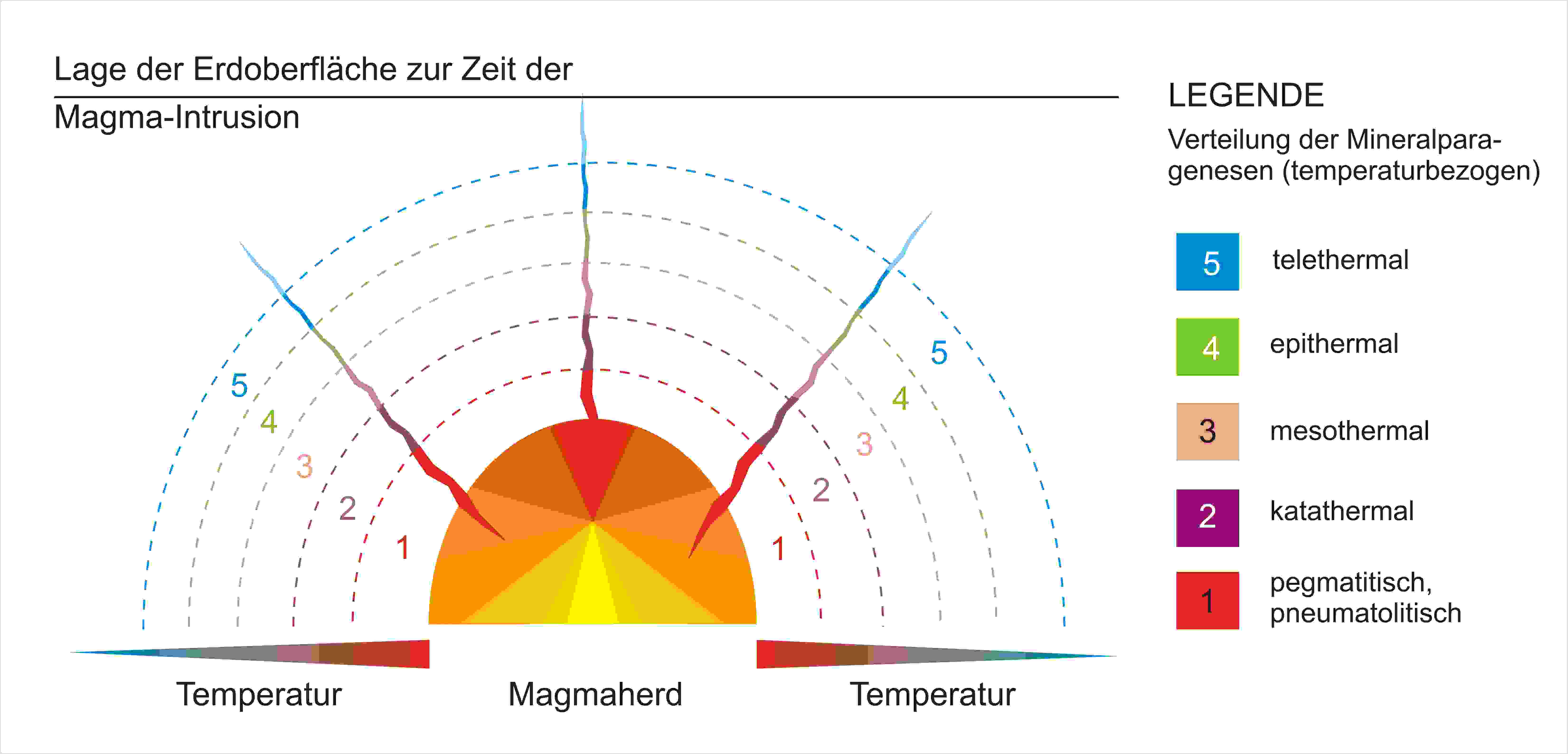
Skizze des Wirkprinzips beim Zoning am Beispiel einer Ganglagerstätte (nach)

Beim Zoning (auch: Zonalität) handelt es sich um einen in der Geologie, der Mineralogie und der Lagerstättenkunde verwendeten Begriff. Zoning bezeichnet im weiteren Sinne die räumliche Verteilung postmagmatischer Mineralparagenesen. Ein Zoning liegt vor, wenn bei einer magmatogenen Erzlagerstätte (Gang-, Imprägnations- oder Skarnlagerstätte) mehr oder weniger konzentrische, um den erzspendenden magmatischen Körper liegende Zonen gleichen Erzmineralgehaltes vorhanden sind. Die einzelnen Erzparagenesen bilden dabei eine vertikale Abfolge. Diese Zonen sind ein Abbild der zur Zeit der Erzbildung herrschenden geothermischen Verhältnisse und waren Bereiche ehemals gleicher Temperaturen. Sie gestatten somit die Rekonstruktion von Geo-Isothermen und Rückschlüsse auf die Lage des erzbringenden Magmakörpers, sofern dieser nicht Teil der Lagerstätte selbst ist. Das Zoning kann die Lagerstätte in unterschiedlichem Umfang betreffen. Hierbei wird  folgende Unterteilung vorgenommen (mit Beispiel-Lagerstätten):
- „Regional Zoning“: Zoning in geringem räumlichen Umfang (Southern Piedmont, USA [Au], Erzlagerstätten des Kordillerengürtels)
- „District Zoning“: Zoning in einem abgeschlossenen Bereich der Lagerstätte oder des Vorkommens. Häufige Form bei den weltweit bekannten Erzlagerstätten  (Butte, Montana, USA [Cu]; Cornwall, England [Sn]; Tonopah, Nevada, USA [Ag])
- „Orebody Zoning“: Zoning über den gesamten Lagerstättenbereich einschließlich der Nebenmineralisationen (die meisten „Massive Sulfids“-Lagerstätten; „Kuroko Bodies“, Japan; Red Mountain, Colorado, USA [Pb, Ag]; Kongsberg, Norwegen [Ag]).[2]

Daran angelehnt unterscheidet LIPP für den deutschsprachigen Forschungsraum, basierend auf Forschungsergebnissen von KUTINA und anhand von systematischen Untersuchungen im Bereich des Schneeberger Lagerstättenbezirkes, zwischen polyaszendenter und monoaszendenter Zonalität:
- polyaszendete Zonalität: räumlich getrenntes Auftreten einzelner Gangformationen in einem Lagerstättenbezirk
- monoaszendente Zonalität: räumliche Trennung der Abfolgen bzw. der Mineralisationen innerhalb einer Gangformation

Liegen die Geo-Isothermen, wie etwa bei den oberflächennahen Intrusionen, sehr dicht beieinander (bzw. ineinander) wird stattdessen der Begriff „Telescoping“ angewandt.
In einigen Quellen wird der Begriff auch für nichtmetallische Lagerstätten wie Kaolin- und Kohlelagerstätten angewandt. Hierbei bezieht sich die Zonalität jedoch nicht ausschließlich auf die chemische Zusammensetzung der Nutzkomponenten. Beim Kaolin werden vertikale Farbänderungen und bei Kohlelagerstätten unterschiedliche Metamorphosegrade (sowohl horizontal, als auch vertikal) mit Zoning bzw. Zonalität beschrieben.